# Vincenzo Picardi
Pour les articles homonymes, voir Picardi.
Vincenzo Picardi (né le 20 octobre 1983 à Casoria dans la région de la Campanie) est un boxeur italien.

## Carrière
Sa carrière amateur est notamment marquée par une médaille de bronze aux Jeux olympiques de Pékin en 2008 dans la catégorie poids mouches, une autre aux championnats du monde de Chicago en 2007 ainsi que par deux médailles en championnats d'Europe (à Moscou en 2010 et à Ankara en 2011).

## Palmarès

### Jeux olympiques
- Qualifié pour les Jeux de 2012, à Londres, Angleterre
- Médaille de bronze en -51 kg en 2008 à Pékin, Chine

### Championnats du monde de boxe
- Médaille de bronze en -51 kg en 2007 à Chicago, États-Unis

### Championnats d'Europe de boxe
- Médaille de bronze en -52 kg en 2011 à Ankara, Turquie
- Médaille de bronze en -51 kg en 2010 à Moscou,  Russie